# Blondi
Blondi (1941–29. april 1945) je bila samica nemškega ovčarja v lasti Adolfa Hitlerja; ta jo je še kot mladičko dobil v dar od Martina Bormanna leta 1941. Blondi je ostala pri Hitlerju vse do njegovega umika v berlinski podzemni bunker pod vrtom Reichske kanclerije 16. januarja 1945.
Hitlerju je bila Blondi zelo všeč, bivala je tesno ob njem, Hitler ji je celo dovolil, da je spala v njegovi postelji v bunkerju. Po besedah Hitlerjeve tajnice Traudl Junge te naklonjenosti ni delila Eva Braun, Hitlerjeva spremljevalka, ki je raje imela dva škotska terierja po imenih Negus in Stasi.
Blondi je igrala vlogo v nacistični propagandi, tako da je Hitlerja prikazala kot ljubitelja živali. Psi, kot je bila Blondi, so bili zaželeni kot "germanische Urhunde", bili so blizu volka in so postali zelo modni v času nacizma. Hitler je 29. aprila 1945, en dan pred svojo smrtjo, izrazil dvom o kapsulah s cianidom, ki jih je prejel od SS Heinricha Himmlerja. Hitler je dr. Wernerju Haaseju, da bi preveril učinkovitost kapsul, naročil, naj jih preizkusi na Blondi, ki je zaradi tega poginila.

## Blondijevi mladički
Marca ali v začetku aprila (verjetno 4. aprila) 1945 je Blondi skotila pet mladičev z nemškim ovčarjem Gerdy Troost, Harrasom. Hitler je eno od psičk poimenoval "Wulf", njegov najljubši vzdevek in pomen lastnega imena Adolf ("plemeniti volk"), in jo začel učiti šolati. Eden od Blondijevih mladičkov je bil rezerviran za sestro Eve Braun, Gretl. Eva je Gretl poslala pismo, v katerem je bila fotografija Blondi in treh njenih mladičkov. Gretl je v pismu označena s puščico.

## Drugi psi
Med služenjem vojaškega roka v prvi svetovni vojni je Hitler rešil potepuškega belega fox terierja z imenom "Fuchsl". Hitler je bil do psa zelo naklonjen in ko ni bil v službi na fronti, je večino prostega časa preživel v igri s psom v vojašnici. Hitler je bil zelo žalosten, ko ga je izgubil.
Leta 1921 je v času revščine dobil nemškega ovčarja pred imenom "Prinz", vendar je bil psa prisiljen namestiti drugam. Kljub temu mu je uspelo pobegniti in se vrniti k njemu. Hitler, ki je oboževal zvestobo in poslušnost psa, se je nato razvil pasmi. 
Bil je tudi nemški ovčar z imenom "Muckl". Pred Blondijem je imel Hitler dva psa nemškega ovčarja, mamo [rojeno leta 1926] in hčerko [rojeno leta 1930] - obe z imenom Blonda. Na nekaterih fotografijah, posnetih v tridesetih letih dvajsetega stoletja, je mlajša Blonda nepravilno označena kot Blondi (v večini primerov so bili fotografski napisi napisani kasneje). 
Hitler je maja 1942 kupil še enega mladega nemškega ovčarja "od manjšega uradnika na pošti v Ingolstadtu", da bi Blondiju delal družbo. Klical jo je Bella. Po besedah Traudl Junge je imela Eva Braun zelo rada svoja dva psa škotskega terierja z imenom Negus in Stasi. Običajno jih je držala stran od Blondija.

## Smrt Blondija
29. aprila 1945 je Hitler izvedel za smrt njegovega zaveznika Benita Mussolinija od italijanskih partizanov. To je skupaj z dejstvom, da se je sovjetska Rdeča armada napreduje na njegovo lokacijo, okrepilo Hitlerja v odločenosti, da ne dovoli do ujetja sebe ali svoje žene. Tistega popoldneva je Hitler napovedal, da bo z ženo storil samomor, pri tem pa je izrazil dvom o tabletah s cianidom, ki jih je prejel od Heinricha Himmlerja. Hitler je Himmlerja takrat obravnaval za izdajalca. Da bi preveril učinkovitost tablet, je Hitler - ki je že nameraval ubiti Blondi, da ne bi prišla v roke Rusom - naročil dr. Wernerju Haaseju, naj eno od tablet preizkusi na Blondiju, pes pa je zaradi tega poginil. Hitler je postal popolnoma neutolažljiv.
Po poročilu, ki ga je naročil Josip Stalin in je na podlagi poročil očividcev Hitlerjev vodnik psov, je Feldwebel Fritz Tornow, Blondijeve mladiče odvzel in jih ustrelil na vrtu kompleksa bunkerjev 30. aprila po samomoru Hitlerja in Eve Braun. Ubil je tudi dva psa Eve Braun, pse Frau Gerda Christian in lastnega jazbečarja. Tornowa so kasneje zajeli zavezniki. Erna Flegel, ki je spoznala Hitlerja in je delala na postaji za nujne primere v Reichovem kanclerju, je leta 2005 izjavila, da je Blondijeva smrt ljudi v bunkerju prizadela bolj kot samomor Eve Braun. Po končani bitki v Berlinu je enota SMERSH, sovjetska protiobveščevalna agencija, v kraterju z lupino odkrila ostanke Hitlerja in Eve Brauna in dveh psov (za katere se domneva, da so Blondi in njeni potomci Wulf). Psa, za katerega so mislili, da je Blondi, so Sovjeti izkopali in fotografirali.